# MINIQLO
미니클로(MINIQLO, 일본어: ミニクロ)는 2010년에 결성된 일본의 기자 스튜디오 소속 밴드이다.

## 회원
- 나카무라 유리 (보컬)
- 오카모토 히토시 (기타)

## 작품

### 미니 앨범
- #1. Paralyzed Frequency : 2010년 2월 27일 발매
- #2. above all else!! : 2010년 12월 12일 발매
- #3. Green Flash : 2011년 12월 31일 발매
- #4. Viento blanco : 2013년 3월 23일 발매